# Rodriguezia cuentillensis
Rodriguezia cuentillensis är en orkidéart som beskrevs av Friedrich Fritz Wilhelm Ludwig Kraenzlin. Rodriguezia cuentillensis ingår i släktet Rodriguezia och familjen orkidéer. Inga underarter finns listade i Catalogue of Life.